# Diana Glenn

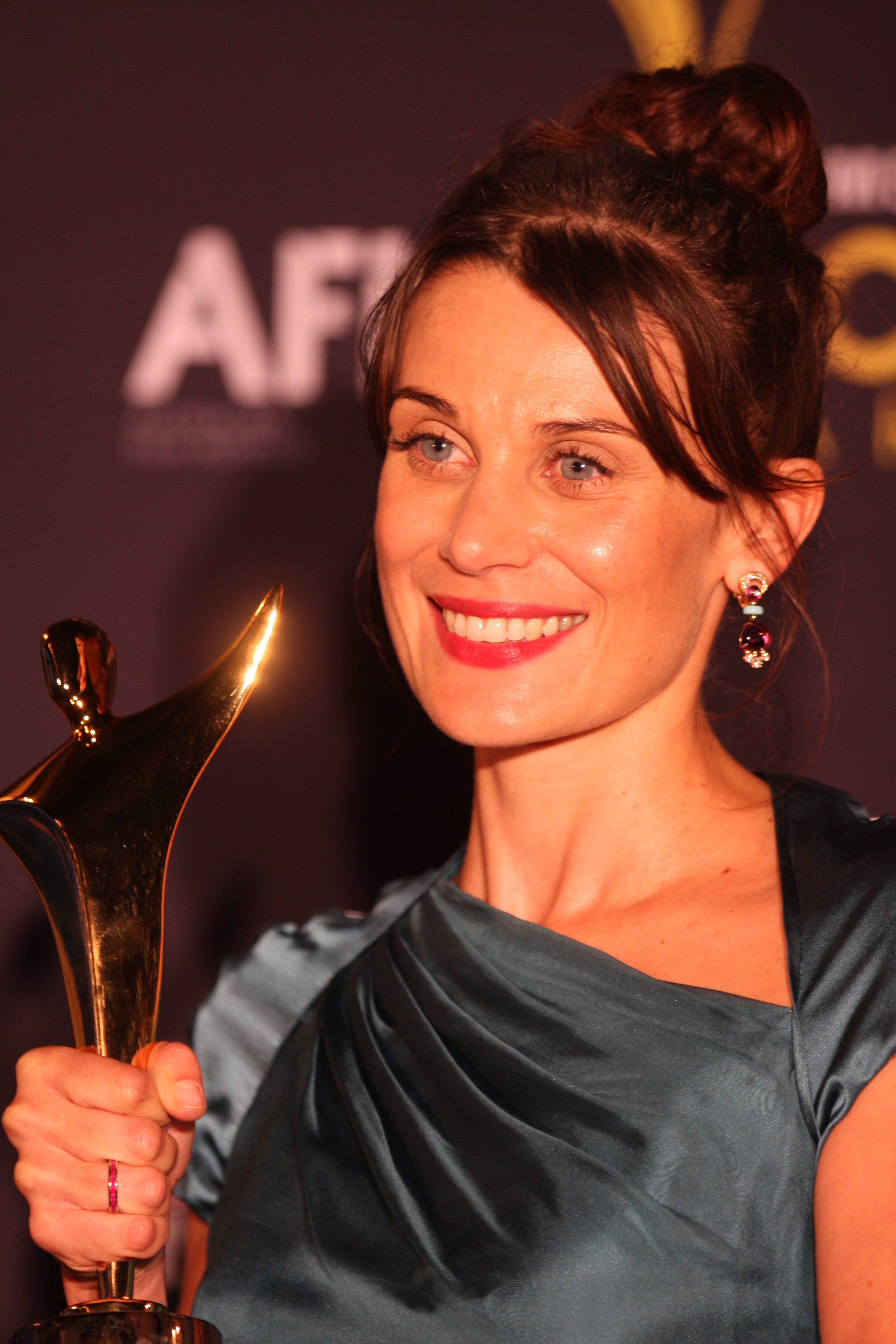
Diana Glenn mit ihrem gewonnenen AACTA-Filmpreis, 2012.

Diana Glenn (geb. 13. März 1974) ist eine australische Schauspielerin, die seit 1997 in mehr als 50 Filmen und Fernsehserien mitgespielt hat.

## Leben
Diana Glenn hat einen britischen Vater und eine griechische Mutter sowie drei Geschwister. Im Alter von 14 Jahren zog sie mit ihrer Familie nach Australien, wo sie auf die Melbourne Girls Grammar School ging. Später studierte sie Kunst an der Monash University und der Melbourne University.
Glenn war in einer Beziehung mit Vince Colosimo, mit dem sie gemeinsam in Carla Cametti PD spielte. Im April 2014 brachte Glenn ihren gemeinsamen Sohn Massimo Colosimo zur Welt. Das Paar trennte sich zwei Monate nach der Geburt.

### Schauspielkarriere
Glenn ist besonders bekannt durch ihr Mitwirken in diversen Fernsehserien wie Satisfaction (2007–2009), Canal Road (2008), Carla Cametti PD (2009), wo sie die Titelrolle innehatte, The Secret Life of Us (2005), Neighbours (1998), Outriders (2001), The Elephant Princess (2008), Home and Away (2010) und The Slap (2011).
2012 gewann Glenn den AACTA-Filmpreis als beste Nebendarstellerin in einer Fernsehserie.

## Filmografie (Auswahl)
- 1997 – State Coroner
- 1998–99 – Neighbours
- 1999 – Alien Cargo
- 2001 – Outriders
- 2001 – Pizza
- 2002 – White Collar Blue
- 2002–2005 – The Secret Life of Us
- 2003 – Lennie Cahill Shoots Through
- 2004 – Somersault
- 2004 – Oyster Farmer
- 2005 – Last Man Standing (TV-Serie)
- 2006 – The Game
- 2006 – Touched by Fellini
- 2007 – Crashing
- 2007 – Black Water
- 2007–2009	Satisfaction (TV-Serie)
- 2008 – Canal Road
- 2008 – Shadow City
- 2009 – Franswa Sharl
- 2009 – Carla Cametti PD
- 2010 – The Bridge
- 2010 – Home and Away
- 2011 – Killing Time
- 2011 – Everyman
- 2011 – Summer Suit
- 2011 – The Slap (TV-Serie)
- 2012 – Jack Irish: Black Tide
- 2013 – Mr & Mrs Murder
- 2013 – The Elegant Gentleman's Guide to Knife Fighting (TV-Serie)
- 2013 – Underbelly: Squizzy (TV-Serie)
- 2014 – Secrets & Lies
- 2014 – Offspring
- 2014 – Fall
- 2015 – Emily
- 2015 – Miss Fisher's Murder Mysteries
- 2016 – The Doctor Blake Mysteries
- 2017 – True Story with Hamish & Andy
- 2017 – My Life Is Murder
- 2018 – My Boy Oleg
- 2019 – Reckoning (TV-Serie)
- 2021 – Lone Wolf
- 2021 – Harrow (TV-Serie)
- 2021 – Ms Fisher's Modern Murder Mysteries (TV-Serie)
- 2023 – Bad Behaviour (TV-Serie)
- 2023 – In Our Blood (TV-Serie)